# Steamboat (Arizona)
Steamboat es un lugar designado por el censo ubicado en el condado de Apache en el estado estadounidense de Arizona. En el Censo de 2010 tenía una población de 284 habitantes y una densidad poblacional de 73,53 personas por km².

## Geografía
Steamboat se encuentra ubicado en las coordenadas 35°45′13″N 109°51′1″O / 35.75361, -109.85028. Según la Oficina del Censo de los Estados Unidos, Steamboat tiene una superficie total de 6.22 km², de la cual 6.22 km² corresponden a tierra firme y (0%) 0 km² es agua.

## Demografía
Según el censo de 2010, había 284 personas residiendo en Steamboat. La densidad de población era de 73,53 hab./km². De los 284 habitantes, Steamboat estaba compuesto por el 0.7% blancos, el 0% eran afroamericanos, el 95.42% eran amerindios, el 0% eran asiáticos, el 0% eran isleños del Pacífico, el 0% eran de otras razas y el 3.87% pertenecían a dos o más razas. Del total de la población el 4.93% eran hispanos o latinos de cualquier raza.